# Hate Them
Hate Them è il nono album in studio del gruppo musicale black metal norvegese Darkthrone, pubblicato il 10 marzo 2003 dalla Moonfog Productions.

## Il disco
L'album è stato registrato al Pan Lydstudio di Skjetten, nel comune di Skedsmo, nel dicembre 2002 in sole 26 ore.
Il layout è stato curato da Martin Kvamme e dallo stesso Nocturno Culto, mentre la copertina è opera di Eric Massicotte, cantante e bassista dei Thesyre. L'artwork include immagini della basilica della Sagrada Família di Barcellona. Gli stessi Darkthrone si sono occupati della produzione, mentre Lars Klokkerhaug si è occupato dell'ingegneria del suono e Tom Kvålsvoll del mastering.
Il disco si apre con una intro ed una outro elettroniche realizzate da Lars Sørensen dei Red Harvest. Musicalmente, pur mantenendo l'impronta black metal, il disco presenta alcune influenze hard rock, soprattutto nei riff di chitarra.
Ne esistono varie ristampe, una non ufficiale pubblicata in Cina, una pubblicata negli Stati Uniti da The End Records, una in LP limitato a 1 000 copie pubblicata dalla Moonfog e infine una ristampa in LP della Back on Black Records del 2010.

## Tracce
1. Rust – 6:45
2. Det svartner nå – 5:37
3. Fucked Up and Ready to Die – 3:44
4. Ytterst i livet – 5:25
5. Divided We Stand – 5:18
6. Striving for a Piece of Lucifer – 5:31
7. In Honour of Thy Name – 6:27

## Formazione
- Nocturno Culto - chitarra, basso e voce
- Fenriz - batteria